# الرومانية الكاثوليكية في فنزويلا

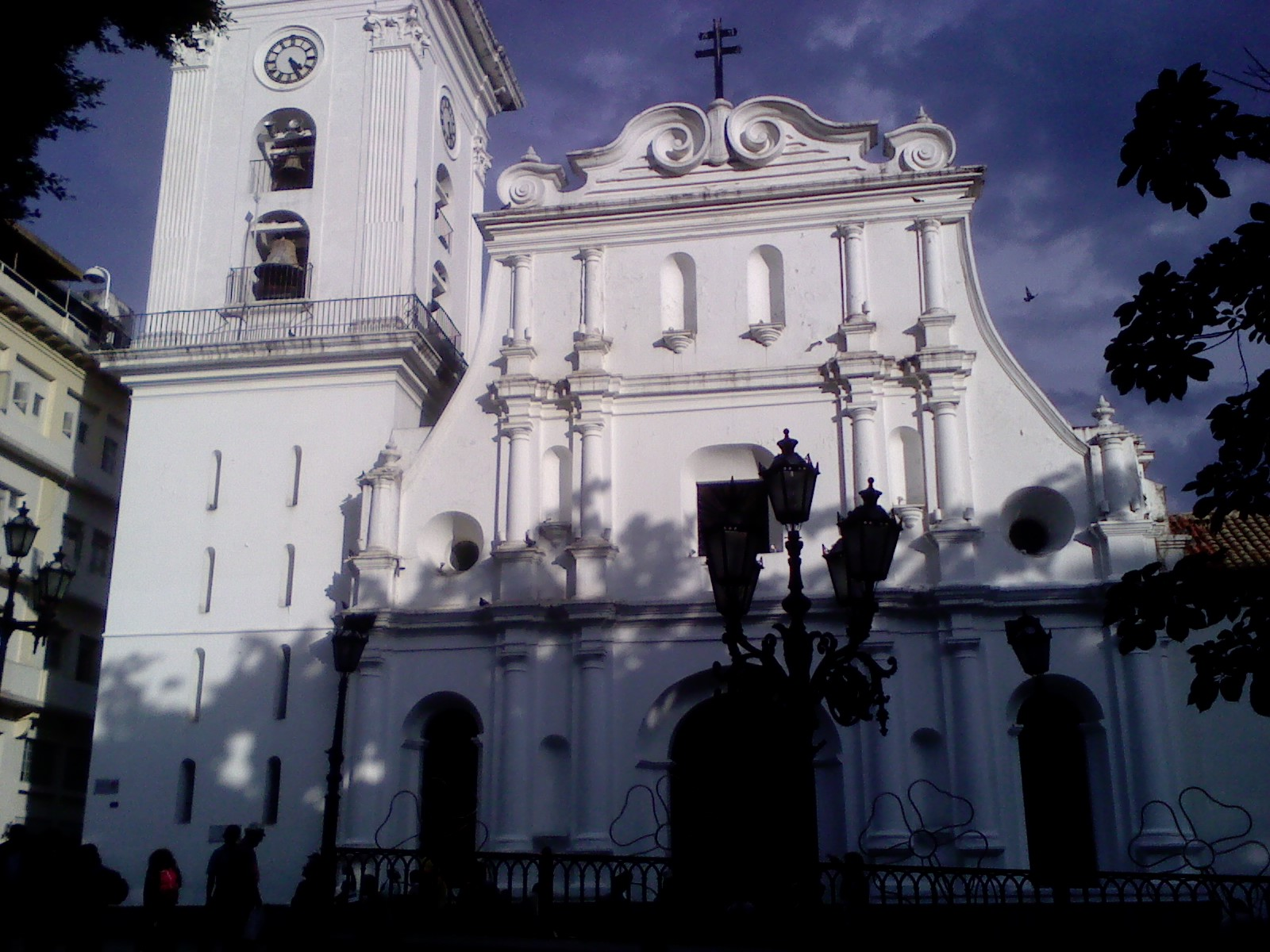
كاتدرائيَّة كراكاس، وبُنيت الكنيسة في عام 1666.

وفقًا للتعداد السكاني عام 2011 حوالي 88% من سكان فنزويلا مسيحيين، معظمهم من أتباع الكنيسة الرومانية الكاثوليكية والتي يعتنقها حوالي 71% من مجمل سكان فنزويلا. ويتوزع كاثوليك البلاد على سبعة وثلاثين أبرشية بما في ذلك تسعة أسقفيات، بالإضافة إلى أبرشيات منفصلة لأتباع الطقوس البيزنطية والسريانيَّة. وعلى عكس الجيش، لم تكن الكنيسة الكاثوليكية قوة سياسيّة رئيسية في السياسة الفنزويلية. ويعود تاريخ الكنيسة الرومانية الكاثوليكية في فنزويلا إلى الحقبة الإستعماريَّة الإسبانيَّة واستمرت كأهم مؤسسة في فنزويلا في القرن الحادي والعشرين. وتعد الكاثوليكية هي واحدة من الموروثات الرئيسيَّة للحقبة الإستعماريَّة الإسبانية، إلى جانب الإسبانية كلغة الأمة.
الكنيسة لم تكن قوة بارزة في السياسة في فنزويلا كما هو الحال في كولومبيا المجاورة. مع وصول هوغو شافيز إلى السلطة ازداد نفوذ الكنيسة سياسيًا بعض الشيء، وغالبًا ما استخدم شافيز الصور الدينيَّة في برامجه الماراثونيَّة، وفي نفس الوقت نجحت الكنائس البروتستانتية باجتذاب أعداد كبيرة من كافة الطبقات الاجتماعية مع شعبية واضحة بين الفقراء في المناطق الحضرية. ومع ذلك، قد تضاءل الظاهرة في السنوات الأخيرة. في الماضي لم تكن لدى الكنيسة الكاثوليكية الأموال أو الأفراد أو الحماس بفعاليَّة لوقف هذا التحدي الجديد مع الكنائس الإنجيليَّة ضد هيمنتها. وعلى الرغم من أنّ هوغو شافيز يعرّف نفسه على أنه كاثوليكي متدين إلا أن منهاجه السياسي خاصًة في مجال التعليم أغضب الأساقفة. تملك وتدير الكنيسة إلى جانب الجامعات والكليات حوالي 700 مدرسة أخرى في جميع أنحاء البلاد، مدعومة من قبل الدولة حاليًا. ويعد الرئيس الحالي نيكولاس مادورو مسيحي من أصول يهوديَّة سفارديَّة.
هناك تواجد ملحوظ للكنائس الكاثوليكية الشرقية في فنزويلا وتتكون هذه الكنائس من موجات المهاجرين المسيحيين المشرقيين خاصًة من اللبنانيين من الموارنة، والسوريين، والمسيحيين الفلسطينيين، بالإضافة إلى موجات المهاجرين من الأرمن واليونانيين والروس والأوكرانيين وغيرهم من الشعوب التي يعود أصولها إلى أوروبا الشرقية. وتضم البلاد حوالي خمسة وعشرين ألف من أتباع كنيسة الروم الملكيين الكاثوليك ويعود أصول الغالبية الساحقة من المسيحيون ذوي اصول شرق أوسطية في المكسيك أساسًا إلى ما هو الآن سوريا ولبنان، كما تضم البلاد أيضاً حوال 25,000 نسمة من أتباع الكنيسة المارونية.